# فرسایش ساحلی

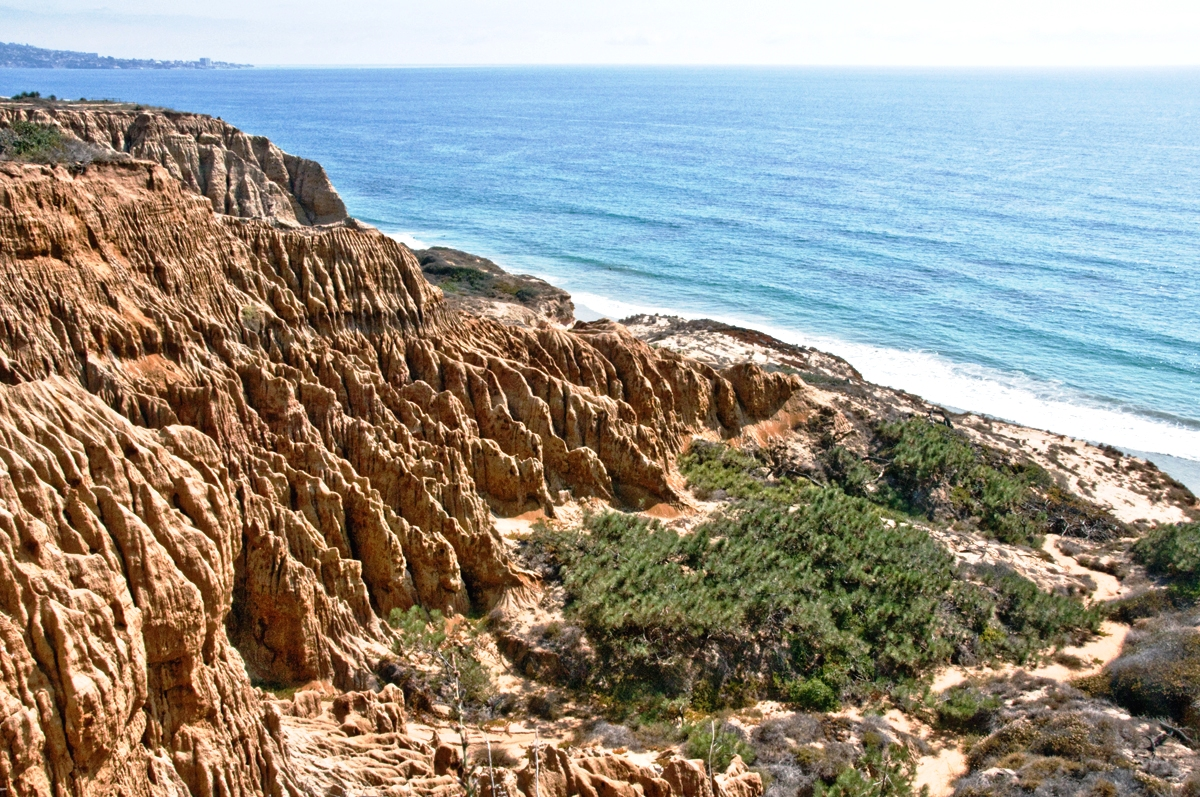
فرسایش ساحلی بزرگ‌مقیاس در کالیفرنیا

فرسایش ساحلی (به انگلیسی: Coastal erosion) به تخریب و پسروی ساحل یا تپه‌های ماسه‌ای ساحلی بر اثر فعالیت امواج، جریان‌های جزر و مدی و بادهای قوی گفته می‌شود. امواج ایجاد شده بر اثر توفان، باد یا قایق‌های تندرو باعث فرسایش ساحلی می‌شوند که در درازمدت سبب از بین رفتن رسوبات ساحلی، صخره‌ها و سایر نهشته‌های ساحلی می‌شود. 
مطالعه فرسایش ساحلی و توزیع مجدد رسوب مورفودینامیک ساحلی نامیده می‌شود که ممکن است بر اثر عمل هیدرولیک، سایش و خوردگی ذرات روی دهد.

## نگارخانه

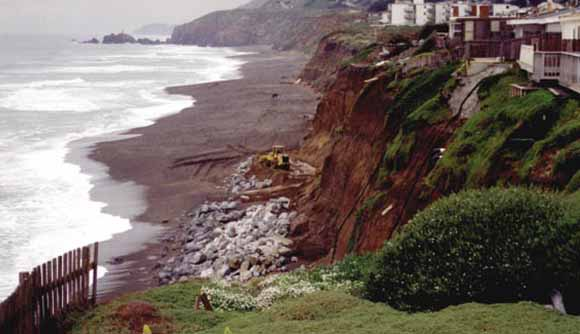